# Helen Fisher
Pour les articles homonymes, voir Fisher.
Helen Elizabeth Fisher, née le 31 mai 1945 à New York où elle meurt le 17 août 2024, est une anthropologue américaine, chercheuse en comportement humain, et auteure de plusieurs livres de développement personnel.
Elle est chercheuse à l'Institut Kinsey et membre du centre pour l'étude de l'histoire évolutive des homininés au département d'anthropologie à l'Université Rutgers,,. Avant l'Université Rutgers, elle est chercheuse au Musée américain d'histoire naturelle à New York.
Helen Fisher est une experte en biologie de l'amour et de l'attraction. Lorsqu'elle a commencé à faire des recherches pour sa thèse, elle a pris en compte la seule chose que tous les humains ont en commun – leurs stratégies de reproduction. Elle est maintenant la chercheuse la plus citée[réf. nécessaire] dans la communauté des chercheurs étudiants l'amour. En 2005, elle est embauchée par match.com pour aider à monter chemistry.com, qui utilisait ses recherches et son expérience pour créer des systèmes de rencontre par affinité à partir des hormones et de la personnalité. Elle est l'une des principales intervenantes aux Conférences TED de 2006 et 2008. Le 30 janvier 2009, elle participe au numéro spécial d'ABC News 20/20 intitulé Why Him? Why Her? The Science of Seduction (« Pourquoi lui? Pourquoi elle? La science de la séduction »), dans lequel elle parle de ses recherches les plus récentes sur la neurochimie et les relations amoureuses.
Elle apparaît en 2014 dans le documentaire sur les cœurs brisés et l'isolement, intitulé Sleepless in New York et le numéro spécial de PBS Nova sur les rencontres en ligne, « How to Find Love Online » (« comment trouver l'amour en ligne »).

## Formation
Helen Fisher a obtenu une licence (Bachelor of Arts) en anthropologie et en psychologie à l'Université de New York en 1968; un master (Master of Arts) en anthropologie (anthropologie physique, anthropologie culturelle, linguistique et archéologie) à l'Université du Colorado à Boulder en 1972, et un doctorat (Ph.D.) en anthropologie physique: histoire évolutive des homininés, primatologie, comportement sexuel humain, et Stratégies de reproduction à l'Université du Colorado à Boulder en 1975.

## Recherche

### 2004
Dans son livre intitulé Why We Love: The Nature and Chemistry of Romantic Love (Pourquoi nous aimons), Fisher suggère que l'humanité a développé trois systèmes dans le cerveau pour l'accouplement et la reproduction:
1. désir – l'appétit sexuel ou libido.
2. sentiment – l'intense sentiment amoureux en début de relation.
3. attachement – profond sentiment d'attachement à un partenaire de longue date.

L'amour peut commencer par n'importe lequel de ces trois systèmes, explique Fisher. Certaines personnes ont des rapports sexuels avec quelqu'un de nouveau et ensuite tombent amoureuses. Certains tombent amoureux d'abord, et ont des relations sexuelles ensuite. Certains ressentent un profond sentiment d'attachement vers l'un envers l'autre, ce qui amène ensuite la romance et au désir. Mais le désir a évolué pour initier l'accouplement avec un ensemble de partenaires; le sentiment amoureux a évolué pour concentrer l'énergie d'accouplement d'un individu vers un seul partenaire à la fois; et l'attachement a évolué pour nous permettre de former un lien de couple et d'élever en équipe leur progéniture.
Fisher parle de nombreux sentiments de l'intense sentiment amoureux, disant qu'il commence lorsque l'être aimé signifie « quelque chose de spécial ». Ensuite on se concentre fortement sur lui ou elle. Les gens peuvent lister les choses qu'ils n'aiment pas à propos de leur bien-aimé, mais ils laissent ces choses de côté et se concentrent sur ce qu'ils adorent. Forte énergie, exaltation, changements d'humeur, dépendance émotionnelle, anxiété de la séparation, possessivité, réactions physiques incluant le cœur qui bat la chamade et le souffle coupé, et les envies, Fisher déclare, sont tous des éléments centraux à ce sentiment. Mais le plus important est la pensée obsessionnelle. Comme Fisher le dit, « quelqu'un fait du camping dans votre tête ».
Helen Fisher et ses collègues ont étudié les réseaux cérébraux du sentiment amoureux en analysant les cerveaux de quarante-neuf hommes et femmes par IRMf : dix-sept qui venaient juste de tomber follement amoureux, quinze qui venaient d'être largués, et dix-sept qui ont déclaré être toujours amoureux après une moyenne de vingt-et-une années de mariage. Une de ses idées centrales est que le sentiment amoureux est un moteur plus puissant que le désir sexuel. Comme elle l'a dit, « après tout, si vous demandez l'air de rien à quelqu'un de coucher avec vous et qu'il refuse, vous n'allez pas sombrer dans la dépression, commettre un meurtre ou vous suicider — mais dans le monde entier des gens souffrent terriblement de rejets amoureux ».
Fisher affirme également que la prise de certains antidépresseurs peut potentiellement diminuer les sentiments amoureux et l'attachement (tout comme la libido).
À partir des scanners cérébraux de personnes qui viennent de tomber follement amoureuses, le livre de Fisher publié en 2004 traite des différences entre les cerveaux masculins et féminins. En moyenne, les hommes ont tendance à montrer une plus grande activité dans la région du cerveau associée avec l'intégration de stimuli visuels, tandis que les femmes ont montré une plus grande activité dans plusieurs régions liées à la mémoire. Fisher émet l'hypothèse que ces différences ont pour origine des forces divergentes dans l'évolution, qui déterminent le choix de partenaire. Au cours de la préhistoire (et aujourd'hui encore), un homme était obligé d'évaluer visuellement une partenaire potentielle pour s'assurer qu'elle était en bonne santé et en âge de procréer pour porter et élever sa potentielle progéniture. Mais une femelle ne pouvait pas savoir à partir de son apparence si un homme pouvait être un bon mari et un bon père ; elle devait se souvenir de ses comportements précédents, accomplissements et mésaventures — souvenirs qui pouvaient lui permettre de choisir un mari et un père efficace pour ses enfants à venir.

### 2006
En 2006, ses recherches avec IRM, qui ont montré que l'aire tegmentale ventrale et le noyau caudé s'activent lorsque les gens sont amoureux, était inclus dans l'article de première page du magazine National Geographic du mois de février intitulé "Love – the Chemical Reaction" (l'amour – la réaction chimique).

## Quatre grands types de personnalité
Fisher distingue quatre grands modes de pensées et de comportements déterminés par la biologie, qu'elle associe à quatre grands systèmes neurochimiques. Fisher insiste sur le fait qu'il ne s'agit pas de « types » et que nous sommes tous une combinaison unique de chacun d'entre eux.
Le mode de pensée platonique correspondant, tempéraments psychologiques de Keirsey, d'après certains lecteurs, et non Fisher elle-même, et une couleur:
| Caractère    | Attribut | Tempérament | Couleur | hormone             |
| ------------ | -------- | ----------- | ------- | ------------------- |
| Explorateur  | créatif  | Artisan     | jaune   | dopamine            |
| Constructeur | sensible | Gardien     | bleu    | sérotonine          |
| Directeur    | logique  | Rationnel   | rouge   | testostérone        |
| Négociateur  | intuitif | Idéaliste   | vert    | œstrogène/ocytocine |

## Œuvres
- (en) Helen Fisher, The Sex Contract : the Evolution of Human Behavior, Quill, 1983, 253 p. (ISBN 0-688-01599-9)
- (en) Helen Fisher, Anatomy of Love : a Natural History of Mating, Marriage, and Why We Stray, Quill, 1993, 431 p. (ISBN 0-449-90897-6)
- (en) Helen Fisher, The First Sex : the Natural Talents of Women and How They are Changing the World, Random House, 1999, 378 p. (ISBN 0-679-44909-4)
- (en) Helen Fisher, Why We Love : The Nature and Chemistry of Romantic Love, Henry Holt, 2004, 301 p. (ISBN 0-8050-7796-0).
- (en) Helen Fisher, Why Him? Why Her? : Finding Real Love By Understanding Your Personality Type, Henry Holt USA-Canada, 2009, 289 p. (ISBN 978-0-8050-8292-0 et 0-8050-8292-1).
- (en) Helen Fisher, Why Him? Why Her? : Finding Real Love By Understanding Your Personality Type, Oneworld Publications UK-Commonwealth, 2009, 287 p. (ISBN 978-1-85168-698-8).

## Voir également
- Tempéraments psychologiques
- Attraction interpersonnelle
- Matchmaking
- Myers Briggs Type Indicator
- Pepper Schwartz
- Neil Clark Warren